# Seznam utkání Olomouce v play off české hokejové extraligy
Toto je seznam zápasů Olomouc v play off české hokejové extraligy .

## Olomouc
| Olomouc versus   | S  | Předkolo          | Čtvrtfinále                                           | Semifinále        | Finále            | V  | P  |
| ---------------- | -- | ----------------- | ----------------------------------------------------- | ----------------- | ----------------- | -- | -- |
| Třinec           | 0  |                   |                                                       |                   |                   | 0  | 0  |
| Hradec Králové   | 0  |                   |                                                       |                   |                   | 0  | 0  |
| Chomutov         | 0  |                   |                                                       |                   |                   | 0  | 0  |
| Liberec          | 0  |                   |                                                       |                   |                   | 0  | 0  |
| Litvínov         | 0  |                   |                                                       |                   |                   | 0  | 0  |
| Mladá Boleslav   | 0  |                   |                                                       |                   |                   | 0  | 0  |
| Brno             | 0  |                   |                                                       |                   |                   | 0  | 0  |
| Pardubice        | 1  |                   |                                                       |                   | 1993/1994 (3 : 1) | 3  | 1  |
| Plzeň            | 4  | 2020/2021 (3 : 0) | 2015/2016 (1 : 4) 2017/2018 (1 : 4) 2018/2019 (3 : 4) |                   |                   | 8  | 12 |
| Sparta Praha     | 1  |                   | 2020/2021 (0 : 4)                                     |                   |                   | 0  | 4  |
| Vítkovice        | 1  | 2021/2022 (2 : 3) |                                                       |                   |                   | 2  | 3  |
| Zlín             | 1  | 2017/2018 (3 : 1) |                                                       |                   |                   | 3  | 1  |
| Jihlava          | 1  | 1995/1996 (1 : 3) |                                                       |                   |                   | 1  | 3  |
| České Budějovice | 2  |                   | 1993/1994 (3 : 0) 1994/1995 (0 : 3)                   |                   |                   | 3  | 3  |
| Karlovy Vary     | 0  |                   |                                                       |                   |                   | 0  | 0  |
| Kladno           | 1  |                   |                                                       | 1993/1994 (3 : 2) |                   | 3  | 2  |
| Slavia Praha     | 0  |                   |                                                       |                   |                   | 0  | 0  |
| Vsetín           | 0  |                   |                                                       |                   |                   | 0  | 0  |
| Znojmo           | 0  |                   |                                                       |                   |                   | 0  | 0  |
| Celkem           | 12 |                   |                                                       |                   |                   | 23 | 29 |

## Olomouc - České Budějovice
| Číslo | Sezona    | Utkání      | Domácí           | Výsledek      | Hosté            | Třetiny         |
| --- | --------- | ----------- | ---------------- | ------------- | ---------------- | --------------- |
| 01. | 1993/1994 | čtvrtfinále | České Budějovice | 1 : 3 Report  | Olomouc          | (0:0, 0:2, 1:1) |
| Branky Olomouce 25:44 Pavel Nohel, 36:26 Jiří Dopita, 52:09 Aleš Flašar                                                           |           |             |                  |               |                  |                 |
| 02. | 1993/1994 | čtvrtfinále | České Budějovice | 2 : 5 Report  | Olomouc          | (2:3, 0:1, 0:1) |
| Branky Olomouce 01:05 Miroslav Chalánek, 10:14 Zdeněk Eichenmann, 17:34 Milan Navrátil, 22:42 Martin Smeták, 41:35 Milan Navrátil |           |             |                  |               |                  |                 |
| 03. | 1993/1994 | čtvrtfinále | Olomouc          | 4 : 2 Report  | České Budějovice | (1:1, 0:1, 3:0) |
| Branky Olomouce 14:32 Jan Vavračka, 42:37 Jiří Dopita, 47:05 Josef Řezníček, 57:38 Zdeněk Eichenmann                              |           |             |                  |               |                  |                 |
| |           |             |                  |               |                  |                 |
| 04. | 1994/1995 | čtvrtfinále | Olomouc          | 2 : 5 Report  | České Budějovice | (2:3, 0:1, 0:1) |
| Branky Olomouce 05:02 Aleš Zima, 18:04 Aleš Zima                                                                                  |           |             |                  |               |                  |                 |
| 05. | 1994/1995 | čtvrtfinále | Olomouc          | 2 : 10 Report | České Budějovice | (0:6, 2:2, 0:2) |
| Branky Olomouce 37:51 Milan Ministr, 39:36 Robert Holý                                                                            |           |             |                  |               |                  |                 |
| 06. | 1994/1995 | čtvrtfinále | České Budějovice | 5 : 3 Report  | Olomouc          | (2:0, 1:0, 2:3) |
| Branky Olomouce 28:46 Pavel Nohel, 38:29 Michal Slavík, 38:29 Michal Slavík                                                       |           |             |                  |               |                  |                 |
| |           |             |                  |               |                  |                 |
| Olomouc 3x utkání vyhrála, 3x utkání prohrála Olomouc 1x sérii vyhrála, 1x sérii prohrála                                         |           |             |                  |               |                  |                 |

## Olomouc - Plzeň
| Číslo                                                                                    | Sezona    | Utkání      | Domácí  | Výsledek        | Hosté   | Třetiny               |
| ---------------------------------------------------------------------------------------- | --------- | ----------- | ------- | --------------- | ------- | --------------------- |
| 01.                                                                                      | 2015/2016 | čtvrtfinále | Plzeň   | 1 : 0 PP Report | Olomouc | (0:0, 0:0, 0:0)       |
| Branky Olomouce nikdo                                                                    |           |             |         |                 |         |                       |
| 02.                                                                                      | 2015/2016 | čtvrtfinále | Plzeň   | 4 : 2 Report    | Olomouc | (1:1, 2:0, 1:1)       |
| Branky Olomouce 04:52 Roman Rác, 58:44 Tomáš Houdek                                      |           |             |         |                 |         |                       |
| 03.                                                                                      | 2015/2016 | čtvrtfinále | Olomouc | 1 : 8 Report    | Plzeň   | (0:2, 1:2, 0:4)       |
| Branky Olomouce 29:06 Dávid Buc                                                          |           |             |         |                 |         |                       |
| 04.                                                                                      | 2015/2016 | čtvrtfinále | Olomouc | 2 : 1 Report    | Plzeň   | (1:0, 0:0, 1:1)       |
| Branky Olomouce 14:37 Miroslav Holec, 55:09 Matěj Pekr                                   |           |             |         |                 |         |                       |
| 05.                                                                                      | 2015/2016 | čtvrtfinále | Plzeň   | 2 : 1 Report    | Olomouc | (0:0, 1:0, 1:1)       |
| Branky Olomouce 59:46 Martin Vyrůbalík                                                   |           |             |         |                 |         |                       |
|                                                                                          |           |             |         |                 |         |                       |
| 06.                                                                                      | 2017/2018 | čtvrtfinále | Plzeň   | 2 : 3 SN Report | Olomouc | (0:1, 1:1, 1:0)       |
| Branky Olomouce hetrick 11:29 Zbyněk Irgl, 35:25 Zbyněk Irgl, rozhodující SN Zbyněk Irgl |           |             |         |                 |         |                       |
| 07.                                                                                      | 2017/2018 | čtvrtfinále | Plzeň   | 4 : 2 Report    | Olomouc | (1:1, 1:1, 2:0)       |
| Branky Olomouce 04:23 David Ostřížek, 35:50 David Ostřížek                               |           |             |         |                 |         |                       |
| 08.                                                                                      | 2017/2018 | čtvrtfinále | Olomouc | 3 : 4 Report    | Plzeň   | (1:1, 2:2, 0:1)       |
| Branky Olomouce 09:57 Petr Strapáč, 30:30 Zbyněk Irgl, 39:19 David Ostřížek              |           |             |         |                 |         |                       |
| 09.                                                                                      | 2017/2018 | čtvrtfinále | Olomouc | 0 : 2 Report    | Plzeň   | (0:0, 0:1, 0:1)       |
| Branky Olomouce nikdo                                                                    |           |             |         |                 |         |                       |
| 10.                                                                                      | 2017/2018 | čtvrtfinále | Plzeň   | 5 : 0 Report    | Olomouc | (2:0, 1:0, 2:0)       |
| Branky Olomouce nikdo                                                                    |           |             |         |                 |         |                       |
|                                                                                          |           |             |         |                 |         |                       |
| 11.                                                                                      | 2018/2019 | čtvrtfinéle | Plzeň   | 8 : 1 Report    | Olomouc | (1:0, 2:1, 5:0)       |
| Branky Olomouce 29:24 Aleš Jergl                                                         |           |             |         |                 |         |                       |
| 12.                                                                                      | 2018/2019 | čtvrtfinéle | Plzeň   | 2 : 3 PP Report | Olomouc | (2:0, 0:0, 0:2 – 0:1) |
| Branky Olomouce 43:08 Miroslav Holec, 58:16 Aleš Jergl, 62:20 Miroslav Holec             |           |             |         |                 |         |                       |
| 13.                                                                                      | 2018/2019 | čtvrtfinéle | Olomouc | 3 : 2 PP Report | Plzeň   | (1:0, 1:1, 0:1 – 1:0) |
| Branky Olomouce 00:51 Jakub Galvas, 39:22 Petr Strapáč, 78:25 Aleš Jergl                 |           |             |         |                 |         |                       |
| 14.                                                                                      | 2018/2019 | čtvrtfinéle | Olomouc | 2 : 3 Report    | Plzeň   | (0:0, 0:0, 2:3)       |
| Branky Olomouce 53:29 Lukáš Nahodil, 56:44 Petr Kolouch                                  |           |             |         |                 |         |                       |
| 15.                                                                                      | 2018/2019 | čtvrtfinéle | Plzeň   | 2 : 0 Report    | Olomouc | (0:0, 0:0, 2:0)       |
| Branky Olomouce nikdo                                                                    |           |             |         |                 |         |                       |
| 16.                                                                                      | 2018/2019 | čtvrtfinéle | Olomouc | 4 : 1 Report    | Plzeň   | (0:0, 2:1, 2:0)       |
| Branky Olomouce 32:43 Jaroslav Kracík                                                    |           |             |         |                 |         |                       |
| 17.                                                                                      | 2018/2019 | čtvrtfinéle | Plzeň   | 3 : 2 Report    | Olomouc | (3:0, 0:1, 0:1)       |
| Branky Olomouce 28:54 Lukáš Nahodil, 57:26 Jan Švrček                                    |           |             |         |                 |         |                       |
|                                                                                          |           |             |         |                 |         |                       |
| 18.                                                                                      | 2020/2021 | předkolo    | Plzeň   | 1 : 2 Report    | Olomouc | (0:1, 0:1, 1:0)       |
| Branky Olomouce 07:17 Jan Káňa, 24:38 Jan Káňa                                           |           |             |         |                 |         |                       |
| 19.                                                                                      | 2020/2021 | předkolo    | Plzeň   | 2 : 3 Report    | Olomouc | (1:2, 0:1, 1:0)       |
| Branky Olomouce 01:02 Rostislav Olesz, 09:27 Vojtěch Tomeček, 25:20 Lukáš Nahodil        |           |             |         |                 |         |                       |
| 20.                                                                                      | 2020/2021 | předkolo    | Olomouc | 2 : 1 Report    | Plzeň   | (1:0, 1:1, 0:0)       |
| Branky Olomouce 06:05 Petr Strapáč, 27:12 Jakub Navrátil                                 |           |             |         |                 |         |                       |
| Olomouc 8x utkání vyhrál, 12x utkání prohrál Olomouc 1x sérii vyhrál, 3x sérii prohrál   |           |             |         |                 |         |                       |

## Olomouc - Kladno
| Číslo | Sezona    | Utkání     | Domácí  | Výsledek        | Hosté   | Třetiny         |
| --- | --------- | ---------- | ------- | --------------- | ------- | --------------- |
| 01. | 1993/1994 | semifinále | Kladno  | 4 : 1 Report    | Olomouc | (2:0, 1:1, 1:0) |
| Branky Olomouce 37:23 Igor Čikl |           |            |         |                 |         |                 |
| 02. | 1993/1994 | semifinále | Kladno  | 4 : 1 Report    | Olomouc | (0:1, 2:0, 2:0) |
| Branky Olomouce 14:45 Zdeněk Eichenmann |           |            |         |                 |         |                 |
| 03. | 1993/1994 | semifinále | Olomouc | 5 : 4 Report    | Kladno  | (3:0, 1:3, 1:1) |
| Branky Olomouce 01:07 Igor Čikl, 10:52 Milan Navrátil, 11:33 Petr Tejkl, 28:18 Miroslav Chalánek, 54:37 Aleš Flašar                                      |           |            |         |                 |         |                 |
| 04. | 1993/1994 | semifinále | Olomouc | 6 : 3 Report    | Kladno  | (3:1, 0:0, 3:2) |
| Branky Olomouce 10:38 Michal Slavík, 17:30 Jiří Kuntoš, 19:22 Milan Navrátil, 46:58 Jaromír Látal, 51:08 Jiří Dopita, 54:45 Jiří Dopita                  |           |            |         |                 |         |                 |
| 05. | 1993/1994 | semifinále | Kladno  | 5 : 6 SN Report | Olomouc | (4:4, 0:1, 1:0) |
| Branky Olomouce 01:39 Martin Smeták, 04:41 Zdeněk Eichenmann, 06:32 Zdeněk Eichenmann, 11:02 Aleš Flašar, 30:25 Michal Černý, rozhodující SN Jiří Dopita |           |            |         |                 |         |                 |
| |           |            |         |                 |         |                 |
| Olomouc 3x utkání vyhrála, 2x utkání prohrála Olomouc 1x sérii vyhrála, 0x sérii prohrála                                                                |           |            |         |                 |         |                 |

## Olomouc - Pardubice
| Číslo | Sezona    | Utkání      | Domácí    | Výsledek        | Hosté     | Třetiny               |
| --- | --------- | ----------- | --------- | --------------- | --------- | --------------------- |
| 01. | 1993/1994 | finále      | Pardubice | 3 : 2 SN Report | Olomouc   | (1:0, 0:2, 1:0)       |
| Branky Olomouce 25:06 Igor Čikl, 34:08 Martin Smeták                                                              |           |             |           |                 |           |                       |
| 02. | 1993/1994 | finále      | Pardubice | 1 : 2 SN Report | Olomouc   | (0:0, 0:0, 1:1)       |
| Branky Olomouce 47:41 Aleš Flašar, rozhodující SN Zdeněk Eichenmann                                               |           |             |           |                 |           |                       |
| 03. | 1993/1994 | finále      | Olomouc   | 5 : 2 Report    | Pardubice | (0:1, 3:1, 2:0)       |
| Branky Olomouce 24:17 Josef Řezníček, 29:24 Igor Čikl, 36:02 Milan Navrátil, 48:38 Igor Čikl, 58:06 Michal Slavík |           |             |           |                 |           |                       |
| 04. | 1993/1994 | finále      | Olomouc   | 2 : 1 Report    | Pardubice | (2:1, 0:0, 0:0)       |
| Branky Olomouce 03:30 Milan Navrátil, 18:28 Petr Tejkl                                                            |           |             |           |                 |           |                       |
| 05. | 2022/2023 | čtvrtfinále | Pardubice | 5 : 1 Report    | Olomouc   | (2:1, 1:0, 2:0)       |
| Branky Olomouce 07:28 Jan Káňa                                                                                    |           |             |           |                 |           |                       |
| 06. | 2022/2023 | čtvrtfinále | Pardubice | 2 : 0 Report    | Olomouc   | (0:0, 0:0, 2:0)       |
| Branky Olomouce nikdo                                                                                             |           |             |           |                 |           |                       |
| 07. | 2022/2023 | čtvrtfinále | Olomouc   | 4 : 5 PP Report | Pardubice | (2:2, 2:0, 0:2 — 0:1) |
| Branky Olomouce 11:43 Jan Bambula, 18:42 Jan Knotek, 21:58 Jakub Navrátil, 30:01 Matouš Menšík                    |           |             |           |                 |           |                       |
| 08. | 2022/2023 | čtvrtfinále | Olomouc   | 2 : 3 Report    | Pardubice | (0:2, 1:1, 1:0)       |
| Branky Olomouce 28:09 Lukáš Nahodil, 45:49 Silvester Kusko                                                        |           |             |           |                 |           |                       |
| |           |             |           |                 |           |                       |
| Olomouc 3x utkání vyhrála, 5x utkání prohrála Olomouc 1x sérii vyhrála, 1x sérii prohrála                         |           |             |           |                 |           |                       |

## Olomouc - Jihlava
| Číslo | Sezona    | Utkání   | Domácí  | Výsledek     | Hosté   | Třetiny         |
| --- | --------- | -------- | ------- | ------------ | ------- | --------------- |
| 01. | 1995/1996 | předkolo | Olomouc | 2 : 5 Report | Jihlava | (0:0, 1:3, 1:2) |
| Branky Olomouce 22:23 Jiří Látal, 47:24 Jan Tomajko                                                                          |           |          |         |              |         |                 |
| 02. | 1995/1996 | předkolo | Olomouc | 5 : 3 Report | Jihlava | (2:0, 2:1, 1:2) |
| Branky Olomouce 01:18 Martin Bakula, 10:40 Ladislav Svoboda, 23:50 Ladislav Svoboda, 30:20 Michal Broš, 49:35 Ondřej Kratěna |           |          |         |              |         |                 |
| 03. | 1995/1996 | předkolo | Jihlava | 3 : 1 Report | Olomouc | (2:0, 1:0, 0:1) |
| Branky Olomouce 42:10 Michal Broš                                                                                            |           |          |         |              |         |                 |
| 04. | 1995/1996 | předkolo | Jihlava | 5 : 3 Report | Olomouc | (0:1, 3:2, 2:0) |
| Branky Olomouce 19:44 Ladislav Svoboda, 28:49 Jiří Látal, 36:18 Pavel Nohel                                                  |           |          |         |              |         |                 |
| |           |          |         |              |         |                 |
| Olomouc 1x utkání vyhrála, 3x utkání prohrála Olomouc 0x sérii vyhrála, 1x sérii prohrála                                    |           |          |         |              |         |                 |

## Olomouc - Zlín
| Číslo | Sezona    | Utkání   | Domácí  | Výsledek     | Hosté   | Třetiny         |
| --- | --------- | -------- | ------- | ------------ | ------- | --------------- |
| 01. | 2017/2018 | předkolo | Olomouc | 3 : 2 Report | Zlín    | (0:1, 1:0, 2:1) |
| Branky Olomouce 29:35 Petr Strapáč, 42:38 Miroslav Holec, 55:57 Petr Strapáč                                               |           |          |         |              |         |                 |
| 02. | 2017/2018 | předkolo | Olomouc | 1 : 3 Report | Zlín    | (0:1, 0:1, 1:1) |
| Branky Olomouce 48:31 Jan Knotek                                                                                           |           |          |         |              |         |                 |
| 03. | 2017/2018 | předkolo | Zlín    | 1 : 2 Report | Olomouc | (1:0, 0:1, 0:1) |
| Branky Olomouce 31:18 David Ostřížek, 42:43 Miroslav Holec                                                                 |           |          |         |              |         |                 |
| 04. | 2017/2018 | předkolo | Zlín    | 2 : 3 Report | Olomouc | (0:1, 0:0, 2:2) |
| |           |          |         |              |         |                 |
| 05. | 2019/2020 | předkolo | Olomouc | 5 : 1 Report | Zlín    | (2:1, 1:0, 2:0) |
| Branky Olomouce 03:10 František Skladaný, 08:19 Rostislav Olesz, 34:36 Vilém Burian, 54:58 Jan Knotek, 57:34 Lukáš Nahodil |           |          |         |              |         |                 |
| 06. | 2019/2020 | předkolo | Olomouc | 1 : 3 Report | Zlín    | (0:1, 1:0, 0:2) |
| Branky Olomouce 29:56 Tomáš Dujsík                                                                                         |           |          |         |              |         |                 |
| |           |          |         |              |         |                 |
| Olomouc 3x utkání vyhrála, 1x utkání prohrála Olomouc 1x sérii vyhrála, 0x sérii prohrála                                  |           |          |         |              |         |                 |

## Olomouc - Sparta Praha
| Číslo                                                                                 | Sezona    | Utkání      | Domácí       | Výsledek     | Hosté        | Třetiny         |
| ------------------------------------------------------------------------------------- | --------- | ----------- | ------------ | ------------ | ------------ | --------------- |
| 01.                                                                                   | 2020/2021 | čtvrtfinále | Sparta Praha | 3 : 1 Report | HC Olomouc   | (1:0, 1:1, 1:0) |
| Branky Olomouce 37:08 Petr Kolouch                                                    |           |             |              |              |              |                 |
| 02.                                                                                   | 2020/2021 | čtvrtfinále | Sparta Praha | 2 : 0 Report | HC Olomouc   | (1:0, 1:0, 0:0) |
| Branky Olomouce nikdo                                                                 |           |             |              |              |              |                 |
| 03.                                                                                   | 2020/2021 | čtvrtfinále | HC Olomouc   | 2 : 3 Report | Sparta Praha | (0:1, 1:0, 1:2) |
| Branky Olomouce 08:27 Rostislav Olesz, 12:55 Rostislav Olesz                          |           |             |              |              |              |                 |
| 04.                                                                                   | 2020/2021 | čtvrtfinále | HC Olomouc   | x : x Report | Sparta Praha | ()              |
| Branky Olomouce nikdo                                                                 |           |             |              |              |              |                 |
|                                                                                       |           |             |              |              |              |                 |
| Olomouc 0x utkání vyhrál, 4x utkání prohrál Olomouc 0x sérii vyhrál, 1x sérii prohrál |           |             |              |              |              |                 |

## Olomouc - Vítkovice
| Číslo                                                                                     | Sezona    | Utkání   | Domácí    | Výsledek        | Hosté     | Třetiny               |
| ----------------------------------------------------------------------------------------- | --------- | -------- | --------- | --------------- | --------- | --------------------- |
| 01.                                                                                       | 2021/2022 | předkolo | Vítkovice | 4 : 3 PP Report | Olomouc   | (1:0, 1:2, 1:1 - 1:0) |
| Branky Olomouce 37:01 Petr Kolouch, 39:49 David Krejčí, 59:15 Jiří Ondrušek               |           |          |           |                 |           |                       |
| 02.                                                                                       | 2021/2022 | předkolo | Vítkovice | 1 : 3 Report    | Olomouc   | (1:2, 0:1, 0:0)       |
| Branky Olomouce 04:50 Jan Bambula, 14:27 Jan Knotek, 20:49 Jan Knotek                     |           |          |           |                 |           |                       |
| 03.                                                                                       | 2021/2022 | předkolo | Olomouc   | 3 : 2 Report    | Vítkovice | (1:0, 1:1, 1:1)       |
| Branky Olomouce 07:38 Jakub Navrátil, 36:56 Michal Kunc, 57:26 David Krejčí               |           |          |           |                 |           |                       |
| 04.                                                                                       | 2021/2022 | předkolo | Olomouc   | 3 : 4 Report    | Vítkovice | (1:0, 1:1, 1:3)       |
| Branky Olomouce 10:29 Vilém Burian, 30:15 Michal Kunc, 52:21 David Krejčí                 |           |          |           |                 |           |                       |
| 05.                                                                                       | 2021/2022 | předkolo | Vítkovice | 3 : 1 Report    | Olomouc   | (1:1, 0:0, 2:0)       |
| Branky Olomouce 06:57 Vojtěch Tomeček                                                     |           |          |           |                 |           |                       |
|                                                                                           |           |          |           |                 |           |                       |
| Olomouc 2x utkání vyhrála, 3x utkání prohrála Olomouc 0x sérii vyhrála, 1x sérii prohrála |           |          |           |                 |           |                       |

## Olomouc - Karlovy Vary
| Číslo                                                                                             | Sezona    | Utkání   | Domácí       | Výsledek        | Hosté        | Třetiny               |
| ------------------------------------------------------------------------------------------------- | --------- | -------- | ------------ | --------------- | ------------ | --------------------- |
| 01.                                                                                               | 2022/2023 | předkolo | Olomouc      | 4 : 1 Report    | Karlovy Vary | (2:0, 1:0, 1:1)       |
| Branky Olomouce 00:50 Silvester Kusko, 11:41 Pavel Musil, 30:10 Jakub Orsava, 46:18 Karel Plášek  |           |          |              |                 |              |                       |
| 02.                                                                                               | 2022/2023 | předkolo | Karlovy Vary | 7 : 4 Report    | Olomouc      | (1:2, 3:1, 3:1)       |
| Branky Olomouce 19:45 Jakub Orsava, 19:59 Jiří Ondrušek, 24:41 Silvester Kusko, 48:38 Jan Bambula |           |          |              |                 |              |                       |
| 03.                                                                                               | 2022/2023 | předkolo | Karlovy Vary | 2 : 3 PP Report | Olomouc      | (1:0, 1:0, 0:2 - 0:1) |
| Branky Olomouce 45:23 Jan Káňa, 45:45 Tomáš Dujsík, 63:14 Jakub Orsava                            |           |          |              |                 |              |                       |
| 04.                                                                                               | 2022/2023 | předkolo | Olomouc      | 3 : 0 Report    | Karlovy Vary | (1:0, 1:0, 1:0)       |
| Branky Olomouce 10:07 Jakub Orsava, 31:39 Jakub Orsava, 52:40 Jan Knotek                          |           |          |              |                 |              |                       |
|                                                                                                   |           |          |              |                 |              |                       |
| Olomouc 3x utkání vyhrála, 1x utkání prohrála Olomouc 1x sérii vyhrála, 0x sérii prohrála         |           |          |              |                 |              |                       |